# 宽叶谷柳
宽叶谷柳（学名：Salix taraikensis var. latifolia）为杨柳科柳属下的一个变种。

## 扩展阅读
- 維基物種上的相關：宽叶谷柳